# Jetpur Jethani
Jetpur Jethani fou una branca del principat de Jetpur, originada en Jeto, el fill petit del fundador de l'estat Naja Desa. La branca es va subdividir; les branques de Jetpur Devli i Jetpur Mulu Surag, i subbranques de Jetpur Bhoko Jethani i Jetpur Vikamshi Jethani, deriven d'aquesta branca.